# Perisama iphigenia
Perisama iphigenia är en fjärilsart som beskrevs av Charles Oberthür 1916. Perisama iphigenia ingår i släktet Perisama och familjen praktfjärilar. Inga underarter finns listade i Catalogue of Life.